# نشأة محمد بن عبد الله
ولد محمد بن عبد الله بمكة في شعب بني هاشم (بطن من بطون قريش) يوم الإثنين الثامن  أو الثاني عشر من شهر ربيع الأول  من عام الفيل، ويوافق ذلك العشرين أو اثنين وعشرين من شهر أبريل سنة 571م  (أو 570 وحتى 568 أو 569 حسب بعض الدراسات ).

## يتمه صغيرا
مرض أبوه عبد الله بالمدينة وتوفي، قيل ما يقرب من ستة أشهر قبل أن يولد (وهو المشهور عند المؤرخين)، أو بعد ذلك بقليل ، والثابت أن آمنة ولدت محمدا في غياب عبد الله، فأرسلت إلى عبد المطلب تبشره بحفيده ففرح به فرحا شديدا، وجاء مستبشرا ودخل به الكعبة شاكرا الله، واختار له اسم محمد ولم تكن العرب تسمي به آن ذاك، وختنه يوم سابعه كما كانت عادة العرب (وذكرت روايات أخرى ضعفها الدارسون).

## رضاعته
أول من أرضعته من المراضع - وذلك بعد أمه بأسبوع - ثويبة مولاة أبي لهب بلبن ابن لها يقال له مسروح، وكانت قد أرضعت قبله حمزة بن عبد المطلب، وأرضعت بعده أبا سلمة بن عبد الأسد المخزومي، ثم عرض على مرضعات بني سعد بن بكر، فما قبله ليتمه والخوف من قلة ما يعود من أهله أحد إلا حليمة بنت أبي ذؤيب وزوجها الحارث بن عبد العزى، وإخوته منها عبد الله بن الحارث وأنيسة بنت الحارث والشيماء ، وكانت تحضن معه ابن عمه أبو سفيان بن الحارث بن عبد المطلب، وكان حمزة رضيع بني سعد أيضا، فأرضعت أمه محمدا وهو عند حليمة يوما، وبذلك يكون حمزة رضيع رسول الله من جهة ثويبة ومن جهة السعدية ، وكانت حليمة تذهب به لأمه كل بضعة أشهر، وقد عاش في بني سعد سنتين حتى الفطام وعادت به حليمة إلى أمه لتقنعها بتمديد حضانته خوفا من وباء بمكة وقتها ولبركة رأتها وزوجها من هذا الرضيع فوافقت آمنة.

### حادثة شق الصدر
كان محمد في الرابعة أو الخامسة من عمره حين حدث له ما يعرف بحادث شق الصدر،، التي يؤمن المسلمون بحدوثها، ويروي مسلم تفاصيلها في صحيحه عن أنس بن مالك:
خشيت حليمة على محمد بعد هذه الواقعة فردته إلى أمه.

## وفاة أمه وكفالته
لما بلغ ست سنين سافرت به أمه إلى أخواله من بني عدي بن النجار تزيره إياهم، ومعها حاضنته أم أيمن وقيمها جده عبد المطلب، فبقيت عندهم شهرا ثم رجعت، وفي طريق عودتها لحقها المرض فتوفيت بالأبواء بين مكة والمدينة. فرجع عبد المطلب بمحمد بعد ذلك ليعيش معه بين أولاده، فكان يكبره بينهم ويعطف عليه ويرق لما زاد اليتيم يتما على يتمه، إلى أن توفي عبد المطلب بمكة ومحمد ابن ثماني سنوات، ورأى قبل وفاته أن يعهد بكفالة حفيده إلى عمه أبو طالب شقيق أبيه ، فكفله أبو طالب وضمه لأولاده وقدمه عليهم، وظل يعزه ويحميه ويؤازره ما يربو على الأربعين سنة، يصادق ويخاصم من أجله حتى توفي في عام الحزن.

## اشتغاله بالرعي
كان محمد في البداية يرعى الغنم في بني سعد، وفي مكة لأهلها على قراريط، ثم سافر وعمره 9 سنوات -حسب رواية ابن هشام- مع عمه إلى الشام في التجارة، إلا أنه لم يكمل طريقه وعاد مع عمه فورا إلى مكة بعد أن لقي الراهب بحيرى في بصرى بالشام الذي أخبره أن هذا الغلام سيكون له شأن عظيم بعد أن وجد فيه علامات النبوة، وخشى عليه من أذى اليهود، وإن كان يشكك البعض في صحة لقاء الراهب.

## شهرته بين قريش
لقب بمكة بالصادق الأمين ، فكان الناس يودعونه أماناتهم لما اشتهر به من أمانة. لما أعادت قريش بناء الكعبة واختلفوا فيمن يضع الحجر الأسود في موضعه، فاتفقوا على أن يضعه أول شخص يدخل عليهم فلما دخل عليهم محمد قالوا جاء الأمين فرضوا به فأمر بثوب فوضع الحجر في وسطه وأمر كل قبيلة أن ترفع بجانب من جوانب الثوب ثم أخذ الحجر فوضعه موضعه.

### زواجه بخديجة
بلغ خديجة بنت خويلد، وهي امرأة تاجرة ذات شرف ومال  عن محمد ما بلغها من أمانته، فبعثت إليه عارضة عليه أن يخرج في مال لها إلى الشام، وأعطته أفضل ما أعطت غيره من التجار، كما وهبته غلاما يدعى ميسرة، خرج محمد مع ميسرة حتى قدم الشام، فاشترى البضائع ولما عاد لمكة باع بضاعته فربح الضعف تقريبا.
بعد عودته من رحلة تجارية إلى الشام وما جاء به من ربح عرضت خديجة عليه الزواج فرضى بذلك، وعرض ذلك على أعمامه، ثم تزوجها بعد أن أصدقها عشرين بكرة وكان سنها آنذاك أربعين سنة وهو في الخامسة والعشرين، ولم يتزوج غيرها حتى ماتت.
أنجب من خديجة كل أولاده إلا إبراهيم فهو من مارية القبطية، وهم القاسم وعبد الله وزينب، ورقية، وأم كلثوم، وفاطمة. فأما القاسم وعبد الله فماتوا في الجاهلية وأما بناته فكلهن أدركن الإسلام فأسلمن وهاجرن معه. إلا أنهن أدركتهن الوفاة في حياته سوى فاطمة الزهراء فقد ماتت بعده.

## هو مش مراجع
1. ↑  رجحه ابن عبد البر عن أصحاب التأريخ، أنظر البداية والنهاية 2/260، وقال: "هو أثبت".
2. ↑  قال ابن كثير في البداية والنهاية 2/260 : "وهذا هو المشهور عند الجمهور".
3. ↑  الروض الأنف في تفسير سيرة ابن هشام لأبو القاسم السهيلي - ولادة رسول الله.  نسخة محفوظة 01 مارس 2010 على موقع واي باك مشين.
4. ↑  حسبما حققه محمد سليمان المنصور فوري، 20 أبريل حسب التقويم الميلادي القديم و 22 أبريل حسب التقويم الميلادي الجديد.
5. ↑  Watt (1974)، p. 7.
6. ↑  يوسف مرعي (2005), p. 525
7. ↑  سيرة ابن هشام 1 / 156.
8. ↑  هل ولد الرسول صلى الله عليه وسلم مختوناً - موقع الإسلام سؤال وجواب نسخة محفوظة 18 فبراير 2013 على موقع واي باك مشين.
9. ↑  فصل في ختان صلى الله عليه وسلم - كتاب زاد المعاد لابن القيم نسخة محفوظة 14 أبريل 2020 على موقع واي باك مشين.
10. 1 2 3  الرحيق المختوم لصفي الرحمن المباركفوري.
11. ↑  زاد المعاد لابن القيم.
12. ↑  انظر ابن سعد 1/112.
13. ↑  انظر مروج الذهب للمسعودي 2/281.
14. ↑  صحيح مسلم: كتاب الإيمان، باب الإسراء 1/147 حديث 261.
15. ↑  البيهقي في دلائل النبوة 1/146.
16. ↑  Watt, Amina, Encyclopaedia of Islam
17. ↑  محمد من الميلاد الأسنى...إلى الرفيق الأعلى لكمال محمد درويش
18. ↑  Watt (1974), p. 8.
19. ↑  أرماند أبل, Bahira, Encyclopaedia of Islam
20. ↑  يشكك الشيخ محمد الخضري بكتابه محاضرات تاريخ الأمم الإسلامية بهذه الرواية حيث يقول ص 61 ما يلي: وكان في هذا البلد على ما ننقله من كلام مؤرخي العرب راهب اسمه بحيرا في صومعة له فكان له حديث مع أبي طالب حينما رأى معه ابن أخيه وأشار عليه أن يرجع به خوفا عليه من عدو يترصد وأخبره أن له شأنا. فرجع به أبو طالب إلى مكة وقد أطبق على هذه الحادثة جميع المؤرخين وحكاها ابن العبري في كتابه "مختصر تاريخ الدول" وقد نقبنا كثيرا عن اسم هذا الراهب في كتب من عنوا بذكر أساقفة الشام أو بصرى والمشهورين من رجال الدين فيهما فلم نجد. انتهى كلام الشيخ محمد الخضري.. والتعليق هو: قد يكون كلامه صحيح فلا وجود لذلك الاسم, أو وقد يكون الراهب وليس أسقف من غير المعروفين جدا, ولكن ذلك لا يغير من مقدار الرسول بشيء.
21. ↑  محمد من الميلاد الأسنى...إلى الرفيق الأعلى كمال محمد درويش، ص 29
22. ↑  الفصول في اختصار سيرة الرسول لأبو الفداء إسماعيل بن كثير نسخة محفوظة 06 سبتمبر 2016 على موقع واي باك مشين.
23. ↑  محمد من الميلاد الأسنى...إلى الرفيق الأعلى كمال محمد درويش، ص 34